# کوه‌های سائور
کوه‌های سائور (به قزاقی: Saur Mountains) یک رشته‌کوه در قزاقستان و چین است که در ولایت خودمختار ایلی قزاق واقع شده‌است. کوه‌های سائور ۳٬۸۴۰ متر بالاتر از سطح دریا واقع شده‌است.